# Марксизъм
Марксизмът е икономически и обществено-политически метод за обществено-икономическо изследване, който се основава на материалистичната интерпретация на историята, на диалектически възгледи за обществените промени и на критичния анализ на развитието на капитализма. Той включва също марксистката икономическа теория, марксистката социология и идеите за революционни промени в обществото, които оказват силно влияние върху социалистическите политически движения по света. Основа на марксизма е творчеството на германските философи Карл Маркс (1818 – 1883) и Фридрих Енгелс (1820 – 1895).
Марксистката теория за обществото приема за изходна точка стопанските дейности, необходими на човешкото общество, за да задоволява своите материални нужди. Формата на икономическа организация („начин на производство“) се смята за основа, от която произтичат или поне са силно повлияни повечето други обществени явления – социални отношения, политическа и правна система, морал и идеология. Така според марксистите обществения живот се състои от „база и надстройка“ – съответно, икономическата система и производните обществени явления. Те смятат, че еволюцията на техниката и организацията („производителни сили“) правят заварените форми на обществена организация неефективни и те се превръщат в пречка за по-нататъшния напредък.
С такива несъответствия между базата и надстройката марксистите обясняват обществените противоречия, които наричат „класова борба“. В марксисткия възглед за капиталистическия начин на производство класовата борба е конфликт между малцинство, притежаващо т.нар. „средства за производство“ и наричано „буржоазия“, и голямото мнозинство от населението, което произвежда стоки и услуги и е наричано „пролетариат“. Според тази теория неизбежен резултат от тази борба би бил пролетарска революция.
В марксистката концепция за историята на човечеството с развитието на производителните сили капитализмът трябва да бъде заменен от нов начин на производство, наричан социализъм, при който частната собственост върху средствата за производство ще бъде заменена с някаква форма на обществена собственост. Хипотетичната система на социализма би трябвало да измести капитализма, когато натрупването на капитал стане невъзможно, заради намаляващите печалби и нарастващата производителност. При достигането на тези нива на свръхпроизводство, производството няма да се мотивира от натрупването на капитал, а от нуждите на потреблението. Краен етап в марксистката представа за историята е комунизмът – безкласова и бездържавна система, основана на обща собственост и свободен достъп до свръхизобилните ресурси.
Марксистката теория оказва силно влияние върху социалистическото политическо движение, най-вече върху неговото комунистическо разклонение, което си поставя за цел практическо изграждане на предвижданите в доктрината на ленинизма следкапиталистически общества. С тази цел комунистическите партии, взели властта в няколко десетки държави по света, изграждат силно централизирани тоталитарни режими. Централизацията на властта противоречи на марксистките демократични идеи и повечето от тези държави или напълно се отказват от комунизма, или са принудени да приемат частично възстановяване на частната собственост върху средствата за производство.
Марксистките възгледи за историята и обществото оказват значително влияние върху развитието на хуманитаристиката. Изцяло или частично възприемат марксизма учени от широк кръг дисциплини, като археология, антропология, медийни изследвания, политология, театрознание, история, социология, история на изкуството, изкуствознание, педагогика, икономика, география, литературна критика, естетика, психология, философия.

## История и течения
През 40-те години на 19 век класовата борба между пролетариата и буржоазията излиза на първи план в най-развитите страни на Европа (въстанието на лионските тъкачи през 1831 г. и въстанието от 1834 г., подемът на движенията на английските чартисти от средата на 30-те до 50-те години, въстанието на тъкачите в Силезия през 1844 г.).
В този период германските философи Карл Маркс и Фридрих Енгелс през есента на 1847 г. се присъединяват към тайното пропагандно общество „Съюз на комунистите“, организирано от немски емигранти, с които Маркс се запознава в Лондон. По поръчение на обществото, те съставят знаменития „Манифест на комунистическата партия“, публикуван на 21 февруари 1848 г. В него те провъзгласяват необратимата гибел на капитализма от ръцете на пролетариата и привеждат кратка програма на прехода от капиталистическо общество към комунистическо:
Пролетариатът ще използва своето политическо господство, за да изтръгне от буржоазията, стъпка по стъпка, всички капитали, да централизира всички средства за производство в ръцете на държавата, тоест, пролетариат, организиран като господстваща класа, и възможно най-бързо да увеличи общата сума на производствените сили.

Това може, разбира се, да стане в началото само с помощта на деспотична намеса в правото на собственост и в буржоазните отношения на производство, тоест, с помощта на мерки, които са икономически недостатъчни и несъстоятелни, но, които в хода на движението ще надраснат себе си и са неизбежни като средство за преобразуването на всички способи на производство.
Самата програма съдържа 10 точки:
 Тези мероприятия ще бъдат, разбира се, различни в различните страни.

Все пак, в най-челните страни могат да се използват почти повсеместно следните мерки:

1. Експроприация на землената собственост и използване на доходите от земята за покриване на държавните разходи.

2. Висок прогресивен данък.

3. Отмяна на правото на наследяване.

4. Конфискация на имуществото на всички емигранти и метежници.

5. Централизация на кредитирането в ръцете на държавата посредством национална банка с държавен капитал и с изключителен монопол.

6. Централизация на всички транспортни средства в ръцете на държавата.

7. Увеличаване на броя на държавните фабрики, оръдия на производство, разчистване и подобрения на земята по общ план.

8. Еднакви задължения на труда за всички, учреждаване на промишлени армии, особено за земеделие.

9. Съединяване на земеделието с промишлеността, съдействие за постепенното отстраняване на различията между градовете и селата.

10. Обществено и безплатно възпитание за всички деца. Премахване на труда във фабриките на децата в съвременната му форма. Съединяване на възпитанието с материалното производство.
Карл Маркс, обаче силно критикува утопичния „груб и необмислен комунизъм“ на тези, които просто разпространяват принципа на частна собственост на всеки („обща частна собственост“). Грубият комунизъм, според Маркс, е породен от „всемирната завист“.
В „Комунистическия манифест“ Маркс и Енгелс разглеждат насилствената антикапиталистическа революция като краен етап на класовата борба между пролетариата и буржоазията. Но след поражението на революциите от 1848 – 49 г. те преодоляват илюзиите си за относителната близост на антикапиталистическата революция, което им позволява по-трезва оценка на ежедневната борба на пролетариата за права в рамките на буржоазното общество. Те започват да говорят за възможността за мирни социалистически преобразования, като имат предвид разширяването на избирателните права в европейските страни през втората половина на 19 век. Така в увода на преиздадения труд на Маркс „Класовата борба във Франция от 1848 до 1850 г.“ Енгелс пише, че „работниците започват да оспорват на буржоазията всяка изборна длъжност, ако в гласуването участват достатъчен брой работнически гласове. И става така, това е, че буржоазията и правителството започват да се страхуват много повече от легалните действия на работническата партия, отколкото от нелегалната; от успех на изборите – отколкото от успех на въстанията.“.
През 1864 г. е създаден Първи интернационал. Марксистите основават социалдемократически партии, в които се открояват както радикално, революционно направление, така и умерено, реформаторско. Идеолози на реформаторското направление са немският социалдемократ Едуард Бернщайн, австрийският социалдемократ Карл Кауцки и френският социалдемократ Жан Жорес. В създадения през 1889 г. Втори интернационал, до началото на 1900-те години надделява революционната гледна точка. На конгресите се взимат решения за невъзможността за съюз с буржоазията, за недопустимостта от участие в буржоазни правителства, за протести против милитаризма и войните и т.н. Впоследствие обаче, по-значителна роля в Интернационала започват да играят реформаторите, което предизвиква обвинения от страна на радикалите в опортюнизъм.
Бернщайниският марксизъм и кауцкианският марксизъм са демократичните разновидности на марксизма. Те се базират на ранните трудове на Карл Маркс и Фридрих Енгелс от преди 1950г., когато те имат демократични убеждения. Бернщайниският марксизъм и кауцкианският марксизъм категорично отричат идеята за диктатура на пролетариата, резервирани са към революционния подход и проповядват социална демокрация и социалреформизъм - еволюционно-реформаторския подход. Също така, не акцентират върху класовата борба, а се обявяват за класово партньорство.
През 1890-те години в Руската империя съществува така наречения „легален марксизъм“, пропагандиран в изданията „Новое слово“, „Жизнь“ (1897 – 1901), „Начало“. Негови представители са Пьотр Струве, Михаил Туган-Барановски, Николай Бердяев, които осъждат народничеството и се застъпват за демократични свободи и еволюционно реформиране на обществото. Впоследствие много от тях преминават от марксизъм към либерализъм, образувайки ядрото на Конституционно-демократическата партия (партията на кадетите).
През първата половина на 20 век от най-радикалното крило на социалдемократите се отделят комунистическите партии. Социалдемократите традиционно настояват за разширяване на демокрацията и политическите свободи, а комунистите, дошли на власт отначало в Русия през 1917 г. (болшевики), а после и в редица други страни, са противници на демокрацията и политическите свободи (макар че формално се обявяват в тяхна защита) и поддръжници на намесата на държавата във всички сфери на живота на обществото.
Ето защо през 1918 г. възниква люксембургизмът, противостоящ от една страна на пробуржоазната политика на ревизионистката социалдемокрация, а от друга, на болшевизма. Негов основател е немският радикален социалдемократ Роза Люксембург.
На 4 март 1919 г. по инициатива на РКП(б) и лично на лидера ѝ, Владимир Илич Ленин, с цел развитие и разпространение на идеите на революционния интернационален социализъм, в противовес на реформаторския социализъм на Втория интернационал, е създаден Комунистическия интернационал.
Възгледите на редица теоретици на комунизма, които признават прогресивното значение на Октомврийската революция в Русия, но подлагат на критика развитието ѝ (а някои даже отличат социалистическия характер на болшевизма, виждайки в него държавен капитализъм), започват да се наричат ляв комунизъм. Лявата опозиция в РКП(б) и ВКП(б) през 1920-те години настоява за вътрешнопартийна демокрация, и се обявява против „съветската буржоазия, кулаците и бюрократите“. Лявата опозиция в СССР прекратява съществуването си в резултат на репресии, но идеологията на нейния лидер Лев Троцки, който е изгонен от страната (троцкизма), става доста популярна в чужбина.
Комунистическата идеология в този вид, в който става господстваща в СССР през 1920-те години, получава названието „марксизъм-ленинизъм“. По-късно възниква така наречения „западен марксизъм“. За негови основоположници е прието да се смятат Дьорд Лукач, Карл Корш и Антонио Грамши.
Разобличаването на сталинизма на 20-ия конгрес на КПСС и съветския курс към икономическо развитие чрез политиката на „мирно съвместно съществуване“ предизвикват недоволството на лидера на китайските комунисти Мао Дзедун, поддържан от водача на Албанската партия на труда, Енвер Ходжа. Политиката на съветския лидер Никита Хрушчов е наречена от тях „ревизионистка“. След съветско-китайските конфликти много комунистически партии в Европа и Латинска Америка се разделят на групи – ориентирани към СССР и т.н. „антиревизионистки“ групи, ориентирани към Китай и Албания. В периода на 1960-те и 1970-те години маоизмът се ползва със значителна популярност сред лявата интелигенция на Запад. Лидерът на КНДР, Ким Ир Сен, лавиращ между СССР и Китай, през 1955 г. провъзгласява идеологията „чучхе“, която е представена като хармонична трансформация на идеите на марксизма-ленинизма въз основа на древната корейска философска мисъл.
Някои от най-големите социалдемократически партии в Европа се отказват от поддръжка на марксизма (Социалдемократическата партия на Германия през 1959 г. с приемането на Годесбергската програма, Испанската социалистическа работническа партия през 1979 г. с избирането на Фелипе Гонсалес за лидер на партията).
Политиката и теоретичната обосновка на дейността на редица комунистически партии от Западна Европа, критикуващи през 1970-те и 1980-те години ръководството на КПСС в световното комунистическо движение, концепцията за диктатура на пролетариата и недостатъците на политическите свободи в страните, приели съветския модел на социализма, получават названието „еврокомунизъм“.

## Исторически материализъм
Исторически материализъм е марксистката теория за развитието на обществото. Нейното начало е поставено от Карл Маркс и Фридрих Енгелс, като по-късно е модифицирана от Владимир Ленин с оглед на практическото приложение на марксистките теории за социализма в относително изостанала държава като Русия. Основните принципи на теорията са:
- Фундаменталната основа на всяко общество е материалното производство, което определя общественото съзнание, т.е. битието определя съзнанието, а не обратното.
- Историческият процес представлява последователна и закономерна смяна на обществено-икономически формации, обусловена от ръста и усъвършенстването на производителните сили.

Историческият материализъм разглежда обществото като система, обусловена от нивото на развитие на т.нар. „производителни сили“. Социалната структура на обществото се състои от „база“ и „надстройка“:
- База е материалното производство, съчетаващо производителни сили и производствени отношения. Почти във всяка обществена формация се оформят две антагонистични класи – трудещите се производители и собствениците на средствата за производство, които се намират в постоянен конфликт – класова борба.
- Надстройка е съвкупността от политически, правни и религиозни институции, а също така всички нравствени, естетични и философски идеи, произтичащи от тях.

Въз основа на тези принципи марксистите разделят историческото развитие на няколко фази („обществено-икономически строеве“), характеризиращи се със специфично ниво на развитие на производителните сили и съответната специфична надстройка:
- първобитнообщинен строй (наричан още и „първобитен комунизъм“), например кооперативните племенни общества
- робовладелски строй – формиране на градове-държави и поява на аристокрация
- феодален строй – аристокрацията е управляваща класа, търговците еволюират в капиталисти
- капиталистически строй – капиталистите са управляваща класа, която създава и наема пролетариата
- социалистически строй – работниците развиват класово съзнание и чрез пролетарска революция заменят капиталистическата диктатура на буржоазията с диктатура на пролетариата, чрез която социализират средствата за производство
- комунистически строй – безкласово и бездържавно общество

В своята ретроспективна част марксистката историческа периодизация до голяма степен се базира на западноевропейската история и често е трудноприложима към други цивилизации. С разпространението на марксизма се налага първоначалният модел да бъде модифициран, например чрез въвеждането на възможност за прескачане на цели фази от историческото развитие.

## Икономическа теория
Марксистката икономика е хетеродоксална теория, базирана на работите на Карл Маркс, която се опитва да обясни функционирането на икономиката чрез т.нар. трудова теория за стойността. Според нея стойността на дадена стока е необходимото за обществото работно време, инвестирано в нея.
Според тази теория стойността на стоката е сума от C + V + m, където С е постоянният капитал („капиталовите разходи“), V е променливият капитал (включващ суровини, материали, енергия, работна заплата на работниците), а m е принадената стойност. Последната се получава в добавка – в повече – от вложените средства в производството на стоката, вследствие на специфичния, според Маркс, характер на производството като сфера на обществото, в което се създава нова стойност. Капиталистът – според Маркс, – заплаща на работника цената на работната сила, а капиталовите разходи „С“ се начисляват в стойността на продукта чрез амортизационни отчисления. Проблемът е в принадената стойност, m, която се присвоява от капиталиста и която му позволява от една страна да я ползва за себе си (за непроизводствено потребление), а от друга – да разшири производството си, като инвестира част от принадената стойност в следващия производствен цикъл. Работната заплата според Маркс отговаря на стойността на стоката „работна сила“; тя е „цена“ на тази стока, т.е. покрива нуждите на работника (и на неговото семейство) на едно средно за съответното общество равнище на потребностите. Експлоатацията идва от това, че капиталистът присвоява изцяло принадената стойност, а не от присвояването на (част от) работната заплата.
Някои поддръжници на марксистката икономическа теория, особено в академичните среди, я разграничават от политическите и социологически страни на марксизма, твърдейки, че подходът на Маркс към разбирането на икономиката е интелектуално независим от неговата защита на революционния социализъм и неговата вяра в пролетарската революция.

## Марксизмът като официална идеология
В редица държави, в течение на един или друг исторически период, на власт се намират различни политически партии и движения, назоваващи се марксистки, или намиращи се под влияние на марксизма. Марксизмът в тези страни често е обявяван за официална държавна идеология или е такава де факто.
Далеч не всички политици, изповядващи или използващи марксизма за оправдание на действията си, действително го разбират или са негови последователни и убедени поддръжници. Доста често марксизмът се използва като идеологическо прикритие за замисли и действия, далечни на идеите и целите на марксизма.
Редица съвременни изследователи изказват мнение, че в СССР и някои други страни партийната номенклатура е използвала марксистките идеи в тяхна догматична и вулгарна форма.
По мнението на редица историци и икономисти опитите да се построи справедливо общество на основата на марксизмо-ленинизма не само са нежизнеспособни и утопични, но и довеждат до гибелта на милиони хора в целия свят.

## Марксистки и постмарксистки школи и направления
Теорията и идеологията на Маркс пораждат множество последователи както в научната сфера, така и в политиката.

### Руски марксизъм от 19 – началото на 20 век
- Георгий Плеханов
- Владимир Илич Ленин
- Александър Богданов
- Лев Троцки
- Юлий Мартов
- Фьодор Дан
- Николай Чхеидзе
- Павел Акселрод
- Николай Федосеев
- Александър Потресов

### Руски марксизъм през 20 век
- Лев Виготски
- Михаил Лифшиц
- Евалд Иленков

### Руски марксизъм през 21 век
- Александър Бузгалин
- Андрей Колганов

### Рускипостмарксизъмв края на 20 – началото на 21 век
- Борис Кагарлицки
- Александър Тарасов

### Западен марксизъм от 19 – началото на 20 век
- Карл Кауцки, 1915 г.
- Роза Люксембург, 1905 г.
- Едуард Бернщайн, 1895 г.
- Виктор Адлер, ок. 1900 г.

- Карл Кауцки
- Роза Люксембург
- Ото Рюле
- Едуард Бернщайн
- Виктор Адлер

### Западен марксизъм инеомарксизъмпрез 20 век
- Дьорд Лукач – проблемите на отчуждението.
- Луи Алтюсер – структурален марксизъм.
- Ернст Блох – философия на надеждата, марксизмът като религия.
- Жан Бодрияр – от политикономия на парите към политикономия на знаците и символите.
- Карл Манхайм – разработка на концепцията за идеологията.
- Вилхелм Райх – фройдомарксизъм, разработка на идеята за „Сексуална революция“.
- Франкфуртска школа.
- Жан Пол Сартър – марксизъм-екзистенциализъм, проблемите на отчуждението, свобода.
- Антонио Грамши – гражданското общество, интелигенция, култура.
- Ърнест Мандел – изучаване на анатомията на бюрокрацията в Съветския съюз и при капитализма; изследване на перспективите за отмирането ѝ при прехода на обществото към качествено нова степен на развитие.
- Бертел Олман – отчуждението.
- Пери Андерсън – британско-американски историк, теоретик на движението „новите леви“.
- Максимилиан Рюбел – марксистки историк и теоретик на либертарния комунизъм.
- Коркут Боратав – марксистки икономист, изучава проблемите на разпределението на ресурсите и международната експлоатация.

### Западенпостмарксизъмв края на 20 – началото на 21 век
- Ищван Месарош – критика на капитализма, проблемите на отчуждението.
- Ернесто Лакло
- Шантал Муф

### Критика
- Лудвиг фон Мизес, Социализм. Экономический и социологический анализ. Москва: „Catallaxy“, 1994, С. 416. ISBN 5-86366-022-8 (русск.) Архив на оригинала от 2009-01-23 в Wayback Machine..
- Поппер, К. Открытое общество и его враги. Т. 1 – 2. М., 1992.
- Карл Попър, Нищета историзма. Москва, 1993.
- Артър Уилям Ръсел, Практика и теория большевизма / [Авт. послесл. В. С. Марков; АН СССР, Науч. совет „История революций и социал. движений“]. Москва: Наука, 1991.
- Фридрих фон Хайек, Дорога к рабству Архив на оригинала от 2009-02-26 в Wayback Machine..
- Фридрих фон Хайек, Пагубная самонадеянность. Ошибки социализма. Москва: Новости, 1992. ISBN 5-7020-0445-0. Архив на оригинала от 2009-02-07 в Wayback Machine.
- Михаил Бакунин, Государственность и анархия Архив на оригинала от 2010-12-25 в Wayback Machine. // Философия. Социология. Политика. М.: Правда, 1989.
- Варлаам Черкезов, Предтечи Интернационала. Доктрины марксизма. Пб.-М.: Голос Труда, 1919
- В. А. Бубнов, „Антимарксизм“. Санкт-Петербург, 2000. ISBN-5-88977-030-7